# Rayxanber
Rayxanber (ライザンバー) est une série de jeux vidéo de type shoot 'em up à défilement horizontal, développés et édités par Data West, sortis entre 1990 et 1992 au Japon seulement.

## Généralités
Les jeux de la trilogie Rayxanber ont de fortes similitudes avec R-Type. Dans les deux premiers jeux, la Terre doit repousser les assauts d'un extra-terrestre bio-mécanique appelé Zoul Empire ; le troisième jeu se déroule sur la planète de Zoul.

## Les jeux

### Rayxanber
Rayxanber sort au Japon en 1990 sur FM-Towns,. 

### Rayxanber II
Rayxanber II sort au Japon le 7 juin 1991 sur PC Engine,. Le jeu obtient 66% dans Consoles + et 72% dans Joystick

### Rayxanber III
Rayxanber III sort au Japon le 26 juin 1992 sur PC Engine,.